# Las cinéphilas
Las cinéphilas  es un documental argentino filmado en colores dirigido por María Álvarez sobre su propio guion que se estrenó el 31 de mayo de 2018 y tuvo como participantes a mujeres jubiladas amantes del cine.

## Sinopsis
“Las cinéphilas” son mujeres jubiladas de España, Argentina y Uruguay, que van al cine todos los días. Como una gotera, la ficción se va colando en sus vidas y deja huella en la memoria.

## Reparto
Colaboraron en el filme como ellas mismas:
- Paloma Diez-Picasso
- Chelo Domínguez
- Estela Clavería
- Norma Bárbaro
- Lucía Aguirre
- Leopoldina Novoa

## Críticas
Natalia Trzenko en La Nación opinó:

” …un film que sigue a unas mujeres mayores en España, Uruguay y la Argentina que dedican la mayor cantidad de su tiempo a ir al cine. Con paciencia y sensibilidad, la directora las muestra, las deja ser y hablar sobre su pasión cinéfila, que de a poco va descubriendo otros aspectos de ellas. Su afán de saber, las pérdidas que las moldearon, su inteligencia y sus fantasías, pero sobre todo una soledad que conmueve pero cuya expresión nunca excede los límites de lo que ellas mismas quieren contar. Obsesivas, imaginativas, curiosas y graciosas, las protagonistas de Las cinéphilas aman el cine y gracias al trabajo y a la mirada de Álvarez resulta que el cine también las ama a ellas.”

Ezequiel Boetti en Página 12 escribió:

” Simpática y arremolinada como sus protagonistas, Las cinéphilas encuentra su principal mérito en ir más allá del carisma de las mujeres, evitando caer en el subgénero de “documentales sobre viejitxs simpáticxs”. Álvarez es respetuosa en su aproximación y se mimetiza con ellas anulando la distancia entre observadora y observadas, develando progresivamente una faceta intimista. La cinefilia, entonces, funciona como plataforma de despegue para indagar en cuestiones más profundas como la vejez y las consecuencias del paso del tiempo. Ese mismo tiempo que, dentro de una sala, queda en un estado de suspensión.”

## Premios y nominaciones
El filme ha sido nominado para el Premio Sur de 2018 a la Mejor Película Documental, ganó una Mención Especial del Jurado en el Festival Internacional de Cine Documental de Buenos Aires 2017 y para el Premio Alexander de Oro en el Festival de Cine Documental de Salónica 2018. Fue galardonado con el Premio del Público a la Mejor Película Argentina en el BAFICI 2017 y en el Festival Ourense de Cine Independiente 2017. Tuvo su estreno internacional en la "Semana de la crítica" del Festival de Locarno 70.